# Suzy Favor-Hamilton
Suzanne M. „Suzy” Favor-Hamilton (ur. 8 sierpnia 1968 w Stevens Point w stanie Wisconsin) – amerykańska lekkoatletka, uczestniczka Igrzysk Olimpijskich w 1992, 1996 i 2000 roku.

## Życiorys
Studiowała na University of Wisconsin-Madison. Specjalizowała się w biegach średniodystansowych. Jej profesjonalna kariera sportowa trwała od końca lat 80. (w 1989 roku srebrny medal uniwersjady) do 2004 roku. W 1997 zajęła dziewiąte miejsce w biegu na 1500 metrów podczas halowych mistrzostw świata, rok później zdobyła brązowy medal Igrzysk Dobrej Woli w biegu na milę i zajęła czwarte miejsce na 1500 metrów w pucharze świata. W 2002 była piąta w biegu na krótkim dystansie na mistrzostwach świata w przełajach oraz zajęła drugie miejsce w biegu na 1500 metrów podczas Finału Grand Prix IAAF. Siedmiokrotna złota medalistka mistrzostw USA. W swojej karierze dziewięciokrotnie zwyciężała w mistrzostwach NCAA.
Trzykrotnie startowała w letnich igrzyskach olimpijskich. W Atlancie (1996) odpadła w pierwszej rundzie biegu na 800 m. W Sydney (2000) dotarła do finału biegu na 1500 m. W biegu finałowym początkowo prowadziła, ale spadła na dalsze miejsce po czym upadła, zajmując ostatecznie dwunaste (ostatnie) miejsce. W późniejszych lata przyznała, że upadła celowo, gdy straciła szansę na zdobycie złotego medalu, który chciała zadedykować zmarłemu bratu.
Big Ten Conference nazwała także jej imieniem nagrodę dla lekkoatletki roku.
Po zakończeniu kariery pracowała jako agent nieruchomości i doradca motywacyjny oraz łączyła te zajęcia z opieką nad swoimi dziećmi. Występowała także w kampaniach reklamowych (m.in. Nike, Reebok) i pozowała do sesji zamieszczanych m.in. w „Vogue”, „Cosmopolitan”, „Rolling Stone”, „Harper’s Bazaar”, „Men's Journal”, „Sports Illustrated” i „Sports Illustrated for Kids”, a także współpracowała z wieloma instytucjami promując ich przedsięwzięcia.
W grudniu 2012 roku portal TheSmokingGuns.com ogłosił pozyskaną od czytelnika informację, że Favor-Hamilton pracowała wówczas także jako luksusowa prostytutka. Ona sama przyznała, że pracowała w tym zawodzie od grudnia poprzedniego roku pod pseudonimem Kelly Lundy. Ujawniona praca byłej biegaczki została w amerykańskich mediach uznana za skandal. Po publikacji tych informacji współpracę z nią zerwał koncern Disney. Favor-Hamilton przeprosiła wszystkich urażonych, jednocześnie jednak swoją decyzję o podjęciu pracy prostytutki uzasadniała depresją. Po urodzeniu dziecka (2005) cierpiała na depresję poporodową.

## Rekordy życiowe
- Bieg na 800 metrów – 1:58,10 (2000)[1][4]
- Bieg na 800 metrów (hala) – 1:58,92 (1999)[4]
- Bieg na 1000 metrów – 2:33,93 (1995)[4]
- Bieg na 1500 metrów – 3:57,40 (2000)[1][4]